# Cal Casas Petit
Cal Casas Petit és una obra del Bruc (Anoia) protegida com a bé cultural d'interès local.

## Descripció
Habitatge unifamiliar d'estiueig entre mitgeres format per planta i pis. Una façana està alineada al carrer i l'altra s'aboca al torrent de l'illa i està vorejada per un jardí. Destaquen els elements decoratius com són: el fris ornamental ceràmic de rajoles que envolta el primer pis i el de la porta d'entrada amb una mena de testera feta amb mosaic de colors d'un contorn ondulat i sinuós. La teulada és de teula envernissada de color blau i la barana del terrat té uns elements decoratius de maó vist.

## Història
Es diu Can Casas Petit perquè hi anà a viure un fill de Can Casas. La planta original del projecte preveu l'entrada a la casa pel jardí lateral. El projecte és a nom de Joan Elías i Creus, propietari d'una bòvila del Bruc.